# Allophylus bojerianus
Allophylus bojerianus är en kinesträdsväxtart som först beskrevs av Jacques Cambessèdes, och fick sitt nu gällande namn av Carl Ludwig von Blume. Allophylus bojerianus ingår i släktet Allophylus och familjen kinesträdsväxter. Inga underarter finns listade i Catalogue of Life.